# Saint-Thibault (Oise)
 Saint-Thibault  es una comuna y población de Francia, en la región de Picardía, departamento de Oise, en el distrito de Beauvais y cantón de Grandvilliers.
Su población en el censo de 1999 era de 198 habitantes.
Está integrada en la Communauté de communes de la Picardie Verte .

## Demografía
| 265 | 244 | 215 | 212 | 176 | 198 |
| Para los censos de 1962 a 1999 la población legal corresponde a la población sin duplicidades (Fuente: INSEE [Consultar]) |     |     |     |     |     |